# Bassus lucidus
Bassus lucidus är en stekelart som först beskrevs av Granger 1949.  Bassus lucidus ingår i släktet Bassus och familjen bracksteklar. Inga underarter finns listade.